# Le baiser sous la cloche
Le baiser sous la cloche è un film televisivo del 1998, diretto da Emmanuel Gust.

## Trama
1962. Joseph, chierichetto tredicenne, vuole farsi prete e sogna si diventare in futuro Papa. Mentre sua madre Angela mette tutte le sue energie e il suo amore materno per incoraggiare la vocazione del figlio, suo padre José non è troppo entusiasta della cosa.
Entrato nel seminario minore, Joseph vivrà momenti felici insieme a Louis ed Emile, due suoi amici, ma anche grandi turbamenti emotivi causati dalla novizia Agnès. Turbamenti che lo porteranno a domandarsi quanto sia reale la sua vocazione.